# توم أستور
توم أستور (بالألمانية: Tom Astor)‏ هو مغني ألماني، ولد في 27 فبراير 1943 في شمالنبرغ في ألمانيا.

## وصلات خارجية
- توم أستور على موقع IMDb (الإنجليزية)
- توم أستور على موقع ميوزك برينز (الإنجليزية)
- توم أستور على موقع ديسكوغز (الإنجليزية)